# Twinbee Vocal Paradise featuring Mariko Kouda
『Twinbee Vocal Paradise featuring Mariko Kouda』（ツインビー ボーカル パラダイス フィーチャリング マリココウダ）は、國府田マリ子のアルバム。1996年2月16日、コナミレーベルより発売。

## 解説
- 自身がマドカ役で出演していた『ツインビーPARADISE』関連の楽曲を集めて収録したベスト盤。

## 収録曲
1. HOPE（remix）
作詞：さゆ鈴／作曲・編曲：古川もとあき
ラジオ番組｢ツインビーPARADISE｣シリーズの番組オープニングテーマであり
原曲であるインストバージョンは「矩形波倶楽部」の2ndアルバムCD『HOPE』に収録されている。
こちらはその楽曲のボーカルアレンジバージョンにあたる。オリジナルは『ツインビーPARADISE 熱唱! ボーカルバトル編』に収録。
國府田のコナミ時代の楽曲を集めたベストアルバム『colorful』にはこのremix版が収録された。
2. Magical Melody
作詞：さゆ鈴／作曲：シタール妹尾＆エンゾニック前田／編曲：村田利秋
原曲はAC用ビデオゲーム『ツインビーヤッホー! ふしぎの国で大あばれ!!』のエンディングテーマでそのボーカルアレンジバージョン。
3. Twin memories
作詞：WINBEE／作曲：コナミ矩形波倶楽部／補作曲・編曲：光田健一
原曲はSFC用ソフト『Pop'nツインビー』のステージ1 BGM「風に誘われて（Twin memories)」であり、そのボーカルアレンジバージョンとなっている、
このボーカルアレンジバージョンも同ゲームのサウンドトラックである「Pop'nツインビー」に収録されていたもの。
『ツインビーPARADISE』第1期ドラマパートオープニングテーマ、『ツインビー対戦ぱずるだま』主題歌、OVA『ツインビーPARADISE』オープニングテーマ。
ライブバージョンもあり、ライブアルバム『Mariko Kouda Concert Tour '95～'96 “終わらないアンコール”』初回特典の「Special CD Single」に収録された。
ベストアルバム「My Best Friend」にも収録されるが、冒頭にあった古川もとあきの紹介MCがカットされ、純粋に曲だけを聞ける様になっている。
4. Lights〜遥かなる旅立ち〜
作詞・作曲：コナミ矩形波倶楽部／編曲：斉藤ネコ
元々はSFC用ソフト『魍魎戦記MADARA2』のTVCM等でも使用されたイメージソング。
イメージアルバムである「魍魎戦記 MADARA 2 Sound Fantasia」に収録されていた。
「ツインビーPARADISE2 Vol.3」に「MADOKA バレンタインメドレー」として一部収録。
5. サンクチュアリ（remix）
作詞：さゆ鈴／作曲：前田克樹／編曲：たっぴー
オリジナルは「ツインビーPARADISE2 熱唱!激唱!爆唱!編」に収録。
6. 風の贈り物（remix）
作詞：WINBEE & さゆ鈴／作曲：コナミ矩形波倶楽部／編曲：古川もとあき
原曲はAC用ビデオゲーム『出たな!!ツインビー』のステージ1 BGM「風の贈り物」のボーカルアレンジバージョン。
ボーカルアレンジバージョンは「ツインビーPARADISE 熱唱!ボーカルバトル編」に収録されていた。
7. Harmony（remix）
作詞：國府田マリ子／作曲：松原みき／編曲：岩本正樹
原曲は1stシングル「僕らのステキ/Harmony」のカップリング曲。ラジオ番組『ツインビーPARADISE2』の番組前期エンディングテーマ。
8. Fantasian
作詞：WINBEE／作曲：コナミ矩形波倶楽部／編曲：光田健一
原曲はSFC用ソフト『Pop'nツインビー』のステージ5 BGM「Sky Avenue」のボーカルアレンジバージョン。
ボーカルアレンジバージョンは同ゲームのサウンドトラックCDの第2弾にあたる「Pop'nツインビーグラフィティ」に「Fantasian (5ステージBGM)」として収録されていた。
『ツインビーPARADISE』では國府田が演じるマドカの経営する喫茶店『ファンタジアン』でBGMとして使用された。
9. ラッキー・ラッパー・パーティー
作詞・作曲・編曲：葉山宏治
OVA『ツインビーPARADISE』1stエンディングテーマ
ドラマCD『ツインビーPARADISE』第1話『トラブルは異国から』に収録。國府田マリ子と作詞・作編曲を担当した葉山宏治とのデュエット曲。
10. 僕らのステキ（suteki version）
作詞：戸沢暢美／作曲：前田克樹／編曲：岩本正樹
『ツインビーPARADISE2』ラジオドラマおよびAC用ビデオゲーム『ツインビーヤッホー! ふしぎの国で大あばれ!!』のオープニングテーマ。
このバージョンはファーストアルバム『Pure』に収録。
11. Twin memories（monologue）
シナリオ：さゆ鈴／作曲：コナミ矩形波倶楽部 & 光田健一／編曲：斉藤ネコ
『Twin memories』をスローテンポにしたBGM（「ツインビーPARADISE Sound Fantasia」に収録）を流しながら、國府田本人がリスナーへ語りかけている。